# Basketbal op de Olympische Zomerspelen 2024 – vrouwen
Het basketbaltornooi voor vrouwen tijdens de Olympische Zomerspelen 2024 in Parijs vond plaats in het Stade Pierre-Mauroy in Rijsel voor de groepsfase en de Bercy Arena in Parijs voor de eindronde.
Het toernooi bestond uit een groepsfase en een eindronde. De twaalf deelnemende teams waren verdeeld in drie groepen van vier. Binnen elke groep werd een halve competitie gespeeld waarna de beste 2 teams van elke groep en de 2 beste derdes doorgingen naar de kwartfinales. Vanaf daar werd via een knockoutsysteem gespeeld, met een troostfinale om de derde plaats te bepalen.
Op 11 augustus versloeg het Amerikaans basketbalteam in de finale gastland Frankrijk. Brons ging in de kleine finale naar Australië die daar België versloeg. A'ja Wilson werd door de FIBA uitgeroepen als MVP van het toernooi, De All-Star Five werd door FIBA samengesteld met de Amerikaanse Breanna Stewart en A'ja Wilson, de Franse Gabby Williams, de Australische Alanna Smith en de Belgische Emma Meesseman.

## Groepsfase
Regels voor classificatie: 
1. classificatiepunten;
2. onderlinge resultaten;
3. verschil in onderlinge spelpunten
4. Head-to-head aantal gescoorde wedstrijdpunten.

### Groep A

#### Stand
| Groep A |             |             |             |             |            |            |            |        |              |
| #       | Land        | Wedstrijden | Wedstrijden | Wedstrijden | Doelpunten | Doelpunten | Doelpunten | Punten | Kwalificatie |
| #       | Land        | GW          | W           | V           | V          | T          | Saldo      | Punten | Kwalificatie |
| 1       | Spanje      | 3           | 3           | 0           | 223        | 213        | +10        | 6      | Kwartfinale  |
| 2       | Servië      | 3           | 2           | 1           | 201        | 184        | +17        | 5      | Kwartfinale  |
| 3       | China       | 3           | 1           | 2           | 228        | 229        | -1         | 4      |              |
| 4       | Puerto Rico | 3           | 0           | 3           | 175        | 201        | -26        | 3      |              |

#### Wedstrijden
| Datum           | Land        | Resultaat | Land        |
| --------------- | ----------- | --------- | ----------- |
| 28 juli 2024    | Spanje      | 90 - 89   | China       |
| 28 juli 2024    | Servië      | 58 - 55   | Puerto Rico |
| 31 juli 2024    | Puerto Rico | 62 - 63   | Spanje      |
| 31 juli 2024    | China       | 59 - 81   | Servië      |
| 3 augustus 2024 | China       | 80 - 58   | Puerto Rico |
| 3 augustus 2024 | Servië      | 62 - 70   | Spanje      |

### Groep B

#### Stand
| Groep B |           |             |             |             |            |            |            |        |              |
| #       | Land      | Wedstrijden | Wedstrijden | Wedstrijden | Doelpunten | Doelpunten | Doelpunten | Punten | Kwalificatie |
| #       | Land      | GW          | W           | V           | V          | T          | Saldo      | Punten | Kwalificatie |
| 1       | Frankrijk | 3           | 2           | 1           | 222        | 187        | +35        | 5      | Kwartfinale  |
| 2       | Australië | 3           | 2           | 1           | 211        | 212        | -1         | 5      | Kwartfinale  |
| 3       | Nigeria   | 3           | 2           | 1           | 208        | 207        | +1         | 5      | Kwartfinale  |
| 4       | Canada    | 3           | 0           | 3           | 189        | 224        | -35        | 3      |              |

* Frankrijk 3 punten, +14 PD; Australië 3 punten, -6 PD; Nigeria 3 punten, -8 PD.

#### Wedstrijden
| Datum           | Land      | Resultaat | Land      |
| --------------- | --------- | --------- | --------- |
| 29 juli 2024    | Nigeria   | 75 - 62   | Australië |
| 29 juli 2024    | Canada    | 54 - 74   | Frankrijk |
| 1 augustus 2024 | Australië | 70 - 66   | Canada    |
| 1 augustus 2024 | Frankrijk | 75 - 54   | Nigeria   |
| 4 augustus 2024 | Canada    | 70 - 79   | Nigeria   |
| 4 augustus 2024 | Australië | 79 - 72   | Frankrijk |

### Groep C

#### Stand
| Groep C |                  |             |             |             |            |            |            |        |              |
| #       | Land             | Wedstrijden | Wedstrijden | Wedstrijden | Doelpunten | Doelpunten | Doelpunten | Punten | Kwalificatie |
| #       | Land             | GW          | W           | V           | V          | T          | Saldo      | Punten | Kwalificatie |
| 1       | Verenigde Staten | 3           | 3           | 0           | 276        | 218        | +58        | 6      | Kwartfinale  |
| 2       | Duitsland        | 3           | 2           | 1           | 226        | 220        | +6         | 5      | Kwartfinale  |
| 3       | België           | 3           | 1           | 2           | 228        | 228        | 0          | 4      | Kwartfinale  |
| 4       | Japan            | 3           | 0           | 3           | 198        | 262        | -64        | 3      |              |

#### Wedstrijden
| Datum           | Land             | Resultaat | Land             |
| --------------- | ---------------- | --------- | ---------------- |
| 29 juli 2024    | Duitsland        | 83 - 69   | België           |
| 29 juli 2024    | Verenigde Staten | 102 - 76  | Japan            |
| 1 augustus 2024 | Japan            | 64 - 75   | Duitsland        |
| 1 augustus 2024 | België           | 74 - 87   | Verenigde Staten |
| 4 augustus 2024 | Japan            | 58 - 85   | België           |
| 4 augustus 2024 | Duitsland        | 68 - 87   | Verenigde Staten |

### Beste derdes
| # | Groep | Land    | Wedstrijden | Wedstrijden | Wedstrijden | Doelpunten | Doelpunten | Doelpunten | Punten | Kwalificatie |
| - | ----- | ------- | ----------- | ----------- | ----------- | ---------- | ---------- | ---------- | ------ | ------------ |
| # | Groep | Land    | GW          | W           | V           | V          | T          | Saldo      | Punten | Kwalificatie |
| 1 | B     | Nigeria | 3           | 2           | 1           | 208        | 207        | +1         | 5      | Kwartfinale  |
| 2 | C     | België  | 3           | 1           | 2           | 228        | 228        | 0          | 4      | Kwartfinale  |
| 3 | A     | China   | 3           | 1           | 2           | 228        | 229        | -1         | 4      |              |

## Knock-out fase
De gekwalificeerde teams werden verdeeld in vier potten:
- Pot D bestond uit de twee hoogst gerangschikte eerste geplaatste teams uit de groepsfase.
- Pot E bestond uit het laagst geklasseerde eerste geplaatste team en het best gerangschikte tweede geplaatste team uit de groepsfase.
- Pot F bestond uit de overige als tweede geplaatste teams uit de groepsfase.
- Pot G bestond uit de twee beste derde geplaatste teams.

Principes van gelijkspel:
- Teams uit Pot D werden geloot tegen een team uit Pot G en een team uit Pot E tegen een team uit Pot F.
- Teams uit dezelfde groep konden in de kwartfinales niet tegen elkaar worden geloot.

### Rankschikking
Reglementen voor classificatie binnen de toegewezen pot: 
1. Punten;
2. Saldo;
3. V Gescoorde punten.

| # | Land             | Wedstrijden | Wedstrijden | Wedstrijden | Doelpunten | Doelpunten | Doelpunten | Punten | Verdeling |
| - | ---------------- | ----------- | ----------- | ----------- | ---------- | ---------- | ---------- | ------ | --------- |
| # | Land             | GW          | W           | V           | V          | T          | Saldo      | Punten | Verdeling |
| 1 | Verenigde Staten | 3           | 3           | 0           | 276        | 218        | +58        | 6      | Pot D     |
| 2 | Spanje           | 3           | 3           | 0           | 223        | 213        | +10        | 6      | Pot D     |
| 3 | Frankrijk        | 3           | 2           | 1           | 222        | 187        | +35        | 5      | Pot E     |
| 4 | Servië           | 3           | 2           | 1           | 201        | 184        | +17        | 5      | Pot E     |
| 5 | Duitsland        | 3           | 2           | 1           | 226        | 220        | +6         | 5      | Pot F     |
| 6 | Australië        | 3           | 2           | 1           | 211        | 212        | -1         | 5      | Pot F     |
| 7 | Nigeria          | 3           | 2           | 1           | 208        | 207        | +1         | 5      | Pot G     |
| 8 | België           | 3           | 1           | 2           | 228        | 228        | 0          | 4      | Pot G     |

### Wedstrijden
|  | Kwartfinale      | Kwartfinale      |                   |    | Halve finale | Halve finale |  |  | Finale | Finale |
|  |                  |                  |                   |    |              |              |  |  |        |        |
|  | 7 augustus 18:00 |                  |                   |    |              |              |  |  |        |        |
|  |                  |                  |                   |    |              |              |  |  |        |        |
|  | Duitsland        | 71               |                   |    |              |              |  |  |        |        |
|  | Duitsland        | 71               | 9 augustus 21:00  |    |              |              |  |  |        |        |
|  | Frankrijk        | 84               |                   |    |              |              |  |  |        |        |
|  | Frankrijk        | 84               | Frankrijk (OT)    | 81 |              |              |  |  |        |        |
|  | 7 augustus 14:30 |                  | Frankrijk (OT)    | 81 |              |              |  |  |        |        |
|  |                  | België           | 75                |    |              |              |  |  |        |        |
|  | Spanje           | België           | 75                | 66 |              |              |  |  |        |        |
|  | Spanje           |                  | 11 augustus 15:30 | 66 |              |              |  |  |        |        |
|  | België           | 79               |                   |    |              |              |  |  |        |        |
|  | België           | 79               | Frankrijk         | 66 |              |              |  |  |        |        |
|  | 7 augustus 21:30 |                  | Frankrijk         | 66 |              |              |  |  |        |        |
|  |                  | Verenigde Staten | 67                |    |              |              |  |  |        |        |
|  | Nigeria          | Verenigde Staten | 67                | 74 |              |              |  |  |        |        |
|  | Nigeria          | 9 augustus 17:30 |                   | 74 |              |              |  |  |        |        |
|  | Verenigde Staten | 88               |                   |    |              |              |  |  |        |        |
|  | Verenigde Staten | 88               | Verenigde Staten  | 85 |              |              |  |  |        |        |
|  | 7 augustus 11:00 |                  | Verenigde Staten  | 85 |              |              |  |  |        |        |
|  |                  | Australië        | 64                |    | Troostfinale | Troostfinale |  |  |        |        |
|  | Servië           | Australië        | 64                | 67 | Troostfinale | Troostfinale |  |  |        |        |
|  | Servië           |                  | 11 augustus 11:30 | 67 |              |              |  |  |        |        |
|  | Australië        | 85               |                   |    |              |              |  |  |        |        |
|  | Australië        | 85               | België            | 81 |              |              |  |  |        |        |
|  |                  |                  |                   |    |              |              |  |  |        |        |
|  | Australië        | 85               |                   |    |              |              |  |  |        |        |
|  | Australië        | 85               |                   |    |              |              |  |  |        |        |

## Eindklassering
Het damesteam van de Verenigde Staten is door hun goud gekwalificeerd voor het Wereldkampioenschap basketbal vrouwen 2026.
| Goud | Zilver | Brons | 4 |
| Verenigde StatenJewell Loyd Kelsey Plum Sabrina Ionescu Kahleah Copper Chelsea Gray A'ja Wilson Breanna Stewart Napheesa Collier Diana Taurasi Jackie Young Alyssa Thomas Brittney Griner | FrankrijkValériane Ayayi Marième Badiane Romane Bernies Alexia Chery Marine Fauthoux Marine Johannès Leila Lacan Dominique Malonga Sarah Michel Iliana Rupert Janelle Salaun Gabby Williams   | Australië Rebecca Allen Isobel Borlase Cayla George Lauren Jackson Tess Madgen Ezi Magbegor Jade Melbourne Alanna Smith Stephanie Talbot Marianna Tolo Kristy Wallace Sami Whitcomb | België Nastja Claessens Antonia Delaere Ine Joris Kyara Linskens Maxuella Lisowa-Mbaka Becky Massey Billie Massey Emma Meesseman Bethy Mununga Elise Ramette Laure Resimont Julie Vanloo                |
| 5 | 6 | 7 | 8 |
| Spanje Maite Cazorla Mariona Ortiz Leticia Romero Andrea Vilaró Queralt Casas Leonor Rodríguez Alba Torrens María Conde María Araújo Paula Ginzo Laura Gil Megan Gustafson                | Servië Ivana Raca Saša Čađo Nevena Jovanović Yvonne Anderson Dragana Stanković Jovana Nogić Maša Janković Aleksandra Katanić Angela Dugalić Tina Krajišnik Mina Đorđević Nadija Smailbegović  | Duitsland Romy Bär Emily Bessoir Luisa Geiselsöder Marie Gülich Alina Hartmann Alexis Peterson Lina Sontag Alexandra Wilke Satou Sabally Nyara Sabally Leonie Fiebich Frieda Bühner | Nigeria Adebola Adeyeye Promise Amukamara Elizabeth Balogun Lauren Ebo Blessing Ejiofor Nicole Enabosi Ezinne Kalu Pallas Kunaiyi-Akpannah Murjanatu Musa Amy Okonkwo Ifunanya Okoro Olaoluwatomi Taiwo |
| 9 | 10 | 11 | 12 |
| China Wang Siyu Li Yueru Li Meng Li Yuan Zhang Ru Wu Tongtong Luo Xinyu Zon Mengran Huang Sijing Han Xu Yang Liwei Yang Shuyu                                                             | Puerto Rico Pamela Rosado Tayra Melendez Mya Hollingshed Jacqueline Benitez India Pagan Brianna Jones Sofia Roma Areila Guirantes Mariah Perez Isalys Quinones Ali Gibson Trinity San Antonio | Canada Natalie Achonwa Kayla Alexander Laeticia Amihere Bridget Carleton Shay Colley Aaliyah Edwards Yvonne Ejim Nirra Fields Sami Hill Kia Nurse Cassandre Prosper Syla Swords     | Japan Himawari Akaho Saki Hayashi Rui Machida Evelyn Mawuli Stephanie Mawuli Saori Miyazaki Yuki Miyazawa Nako Motohashi Maki Takada Nanako Todo Mai Yamamoto Asami Yoshida                             |

St. Louis 1904 · Berlijn 1936 · Londen 1948 · Helsinki 1952 · Melbourne 1956 · Rome 1960 · Tokio 1964 · Mexico-Stad 1968 · München 1972 · Montréal 1976 · Moskou 1980 · Los Angeles 1984 · Seoel 1988 · Barcelona 1992 · Atlanta 1996 · Sydney 2000 · Athene 2004 · Peking 2008 · Londen 2012 · Rio de Janeiro 2016 · Tokio 2020 · Parijs 2024 · Los Angeles 2028
Medaillewinnaars 
Atletiek · Badminton · Basketbal · Boksen · Boogschieten · Breaking · Gewichtheffen · Golf · Gymnastiek · Handbal · Hockey · Judo · Kanovaren · Klimsport · Moderne vijfkamp · Paardensport · Roeien · Rugby · Schermen · Schietsport · Schoonspringen · Skateboarden  · Surfen · Synchroonzwemmen · Taekwondo · Tafeltennis · Tennis · Triatlon · Voetbal · Volleybal · Waterpolo · Wielersport · Worstelen · Zeilen · Zwemmen